# TRAK1
TRAK1‏ (Trafficking kinesin protein 1) هوَ بروتين يُشَفر بواسطة جين TRAK1 في الإنسان.